# Mats Rubarth
Mats Rubarth (* 25. Januar 1977 in Örebro) ist ein ehemaliger schwedischer Fußballspieler. Der Mittelfeldspieler, der mit sieben Platzverweisen zusammen mit Claes Cronqvist den Rekord der schwedischen Allsvenskan hält, kam 2004 zu einem Einsatz im schwedischen Nationaljersey. Zudem tritt er als Musiker in Erscheinung und veröffentlichte 2001 unter dem Namen Rubarth eine EP.

## Karriere
Rubarth begann seine Laufbahn in der Jugend von IK Sturehov.  1992 wechselte der Mittelfeldspieler in zur Jugendabteilung von Örebro SK, wo er 1997 in den Profikader aufrückte und zu seinem Debüt in der Allsvenskan und im UEFA-Pokal kam. Zunächst kam er fast ausschließlich als Einwechselspieler zum Einsatz, von 17 Spielen in der Spielzeit 1998 bestritt er nur vier von Beginn an. Erst im Laufe der folgenden Spielzeit konnte er sich einen Stammplatz erobern und schaffte in der Spielzeit 2000, als der neue Trainer Mats Jingblad den Rechtsfuß als linken Außenstürmer einsetzte, die Etablierung in der ersten Elf.
Vor der Spielzeit 2001 wechselte Rubarth zum Ligakonkurrenten AIK. Nach einigen Anlaufschwierigkeiten erspielte er sich auch hier einen Stammplatz. Durch seine aggressive Spielweise flog er mehrmals vom Platz, die Sperrzeiten bedeuteten in der Regel die einzigen Ausfallzeiten. In der Spielzeit 2003 machte er positiv auf sich aufmerksam, als er zehn Saisontore erzielen konnte und damit vereinsinterner Top-Torschütze war. Daraufhin wurde er im Frühjahr 2004 in die schwedische Nationalmannschaft berufen und kam am 22. Januar 2004 zu seinem einzigen Einsatz im Nationaltrikot, als die Landesauswahl gegen Norwegen eine 0:3-Niederlage kassierte.
Als AIK im Winter 2004 in die Superettan absteigen musste, blieb Rubarth dem Klub treu und trug als Stammspieler im Mittelfeld zum direkten Wiederaufstieg bei. Nach einer Verletzung im Mai 2007 kam er in der Spielzeit 2007 nur zu zehn Saisonspielen, konnte aber nach seiner Rückkehr auf den Platz wieder einen Stammplatz erkämpfen. Kurz vor Ende der folgenden Spielzeit kündigte er nach acht Jahren seinen Abschied vom Klub aus Solna an.